# Andreas Bang
Andreas Bang (* 29. Mai 1903 in Oberlahnstein; † 17. Oktober 1946 in Castelsarrasin in Frankreich) war ein deutscher Landwirt, NSDAP-Funktionär und Mitglied des Provinziallandtages der Provinz Hessen-Nassau.

## Leben
Andreas Bang wurde als Sohn des Landwirts Martin Bang (1870–1949) und dessen Ehefrau Gertrude Rüdel (1875–1962) geboren und kam nach seiner Schulausbildung in den elterlichen Landwirtschaftsbetrieb. Er engagierte sich politisch, trat zum 23. Mai 1927 der NSDAP-Ortsgruppe Oberlahnstein bei (Mitgliedsnummer 61.892) und kam 1929 in den Kreistag des Kreises St. Goarshausen.
1933 erhielt er ein Mandat für den letzten Nassauischen Kommunallandtag des preußischen Regierungsbezirks Wiesbaden bzw. für den Provinziallandtag der Provinz Hessen-Nassau. Von 1933 bis zu seiner Einberufung zur Wehrmacht im September 1939 war er NS-Gaugeschäftsführer und nahm in dieser Zeit an mehreren Reichswehr-Lehrgängen teil. 1944 wurde er NSDAP-Gauhauptleiter, war Reichsredner der Partei, nahm am Westfeldzug teil und erlitt im Russlandfeldzug 1941 schwere Verwundungen. Bang geriet 1945 in amerikanische Kriegsgefangenschaft, kam in das Rheinwiesenlager Koblenz, wurde nach der Übernahme des Lagers durch die französischen Besatzungstruppen in ein französisches Gefangenenlager verlegt und starb dort. Nach seinem Tod wurde er auf dem Soldatenfriedhof Berneuil in Frankreich bestattet.